# Eupithecia kootenaiata
Eupithecia kootenaiata är en fjärilsart som beskrevs av Barnes och Mcdunnough 1912. Eupithecia kootenaiata ingår i släktet Eupithecia och familjen mätare. Inga underarter finns listade i Catalogue of Life.